# Mesene nydia
Mesene nydia är en fjärilsart som beskrevs av Bates 1868. Mesene nydia ingår i släktet Mesene och familjen Riodinidae. Inga underarter finns listade i Catalogue of Life.